# Christiaan Coenegracht

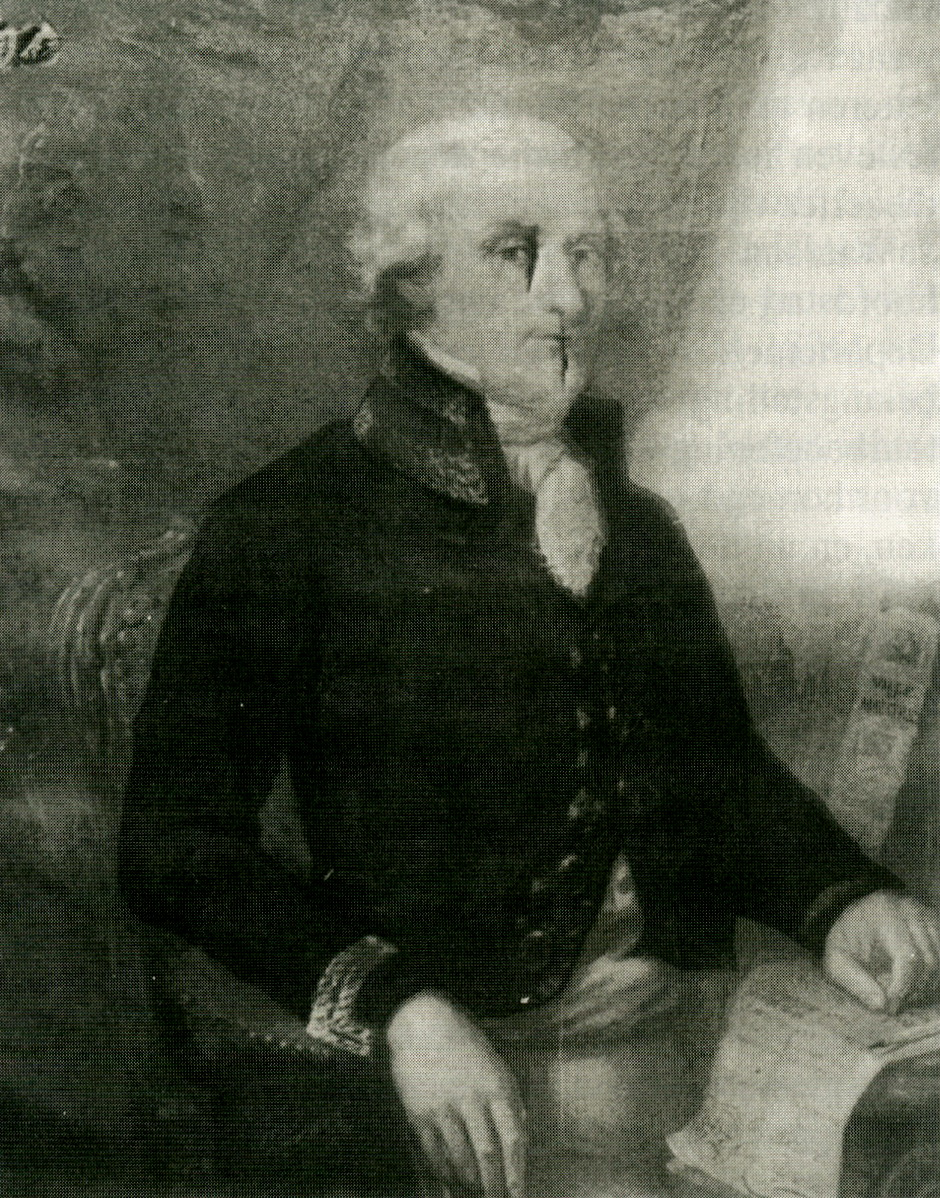
Chrétien Coenegracht ca. 1810, olieverfschilderij in de Abdij van Sinnich, in 1914 beschadigd door een Duitse soldaat

Christiaan (Chrétien) Coenegracht (Maastricht, 29 juni 1755 - Heugem, 18 augustus 1818), was een ondernemer, jurist, politicus en bestuurder. Van 1808 tot 1815 was hij burgemeester van de toen Franse stad Maastricht. Coenegracht was bewoner van Kasteel Hoogenweerth in Heugem.

## Biografische schets
Coenegracht studeerde rechten en filosofie aan de Universiteit van Leuven. In 1794 werd hij mede-eigenaar van de Hollandsche Branderij in de Rechtstraat in Wyck.
Maastricht was van 1794 tot 1814 een Franse stad, hoofdstad van een Frans departement. In 1808 werd hij door Napoleon Bonaparte benoemd tot burgemeester (maire) van Maastricht. Ook was hij tijdens het keizerrijk lid van het kiescollege van het departement Nedermaas, waarvan hij in 1812 voorzitter werd. Van 1808 tot 1817 was hij voorzitter van de Kamer van Koophandel.
Na het vertrek van de Fransen continueerde hij zijn politieke loopbaan. Van 1815 tot 1818 was hij raadslid in Maastricht en van 1816 tot 1818 Provinciaal Statenlid van Limburg.
Christiaan Coenegracht was gehuwd met Sara Catharina Bemelmans. Het echtpaar kreeg vier zonen en twee dochters.

## Nalatenschap
Naast Kasteel Hoogenweerth was Coenegracht eigenaar van de kasteelruïne en hoeve Lichtenberg, het Klooster Hoogcruts en de Abdij van Sinnich, in alle gevallen door de Fransen geconfisqueerd en doorverkocht voormalig adellijk of kerkelijk bezit.

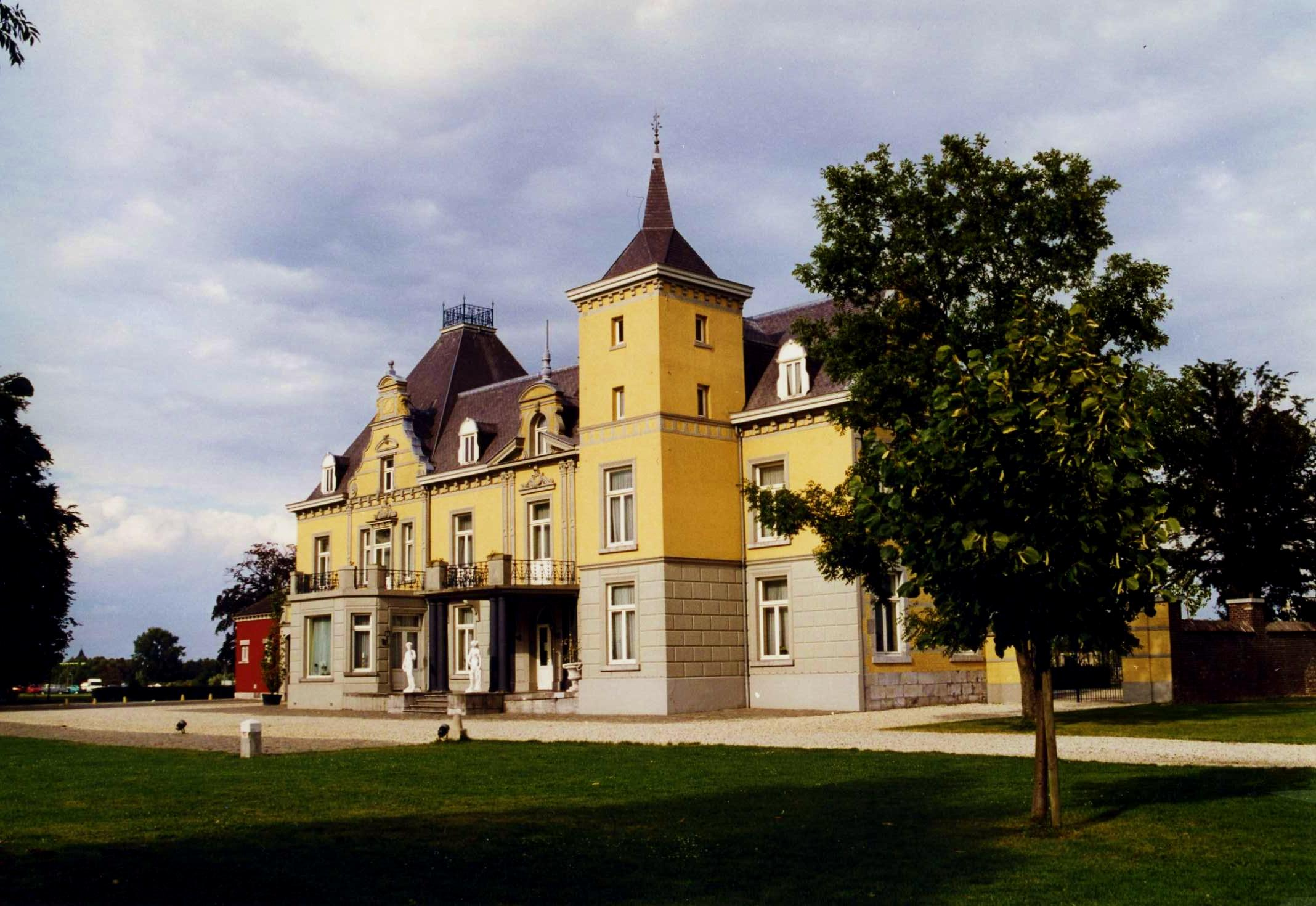
Kasteel Hoogenweerth
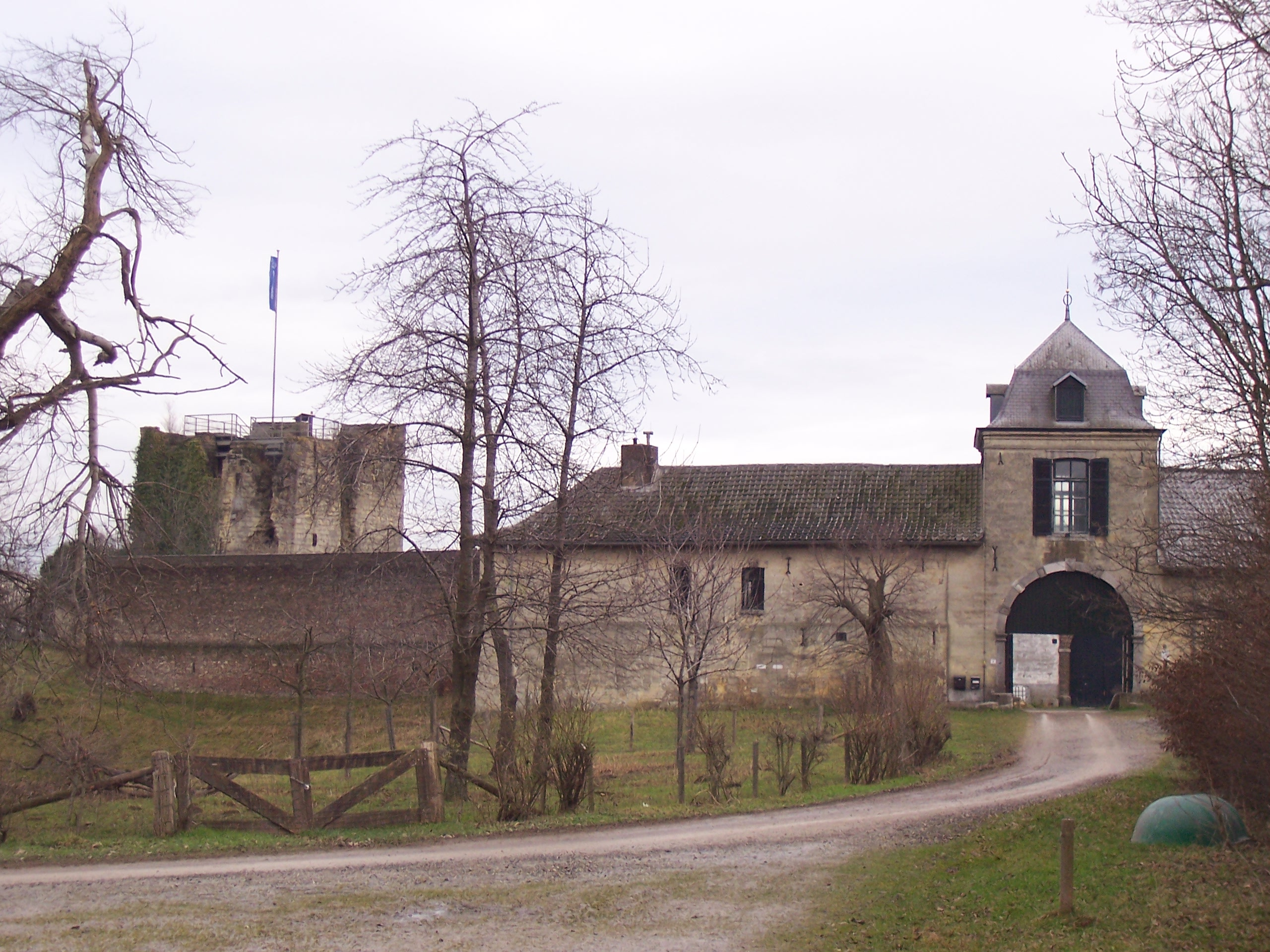
Kasteelruïne en hoeve Lichtenberg
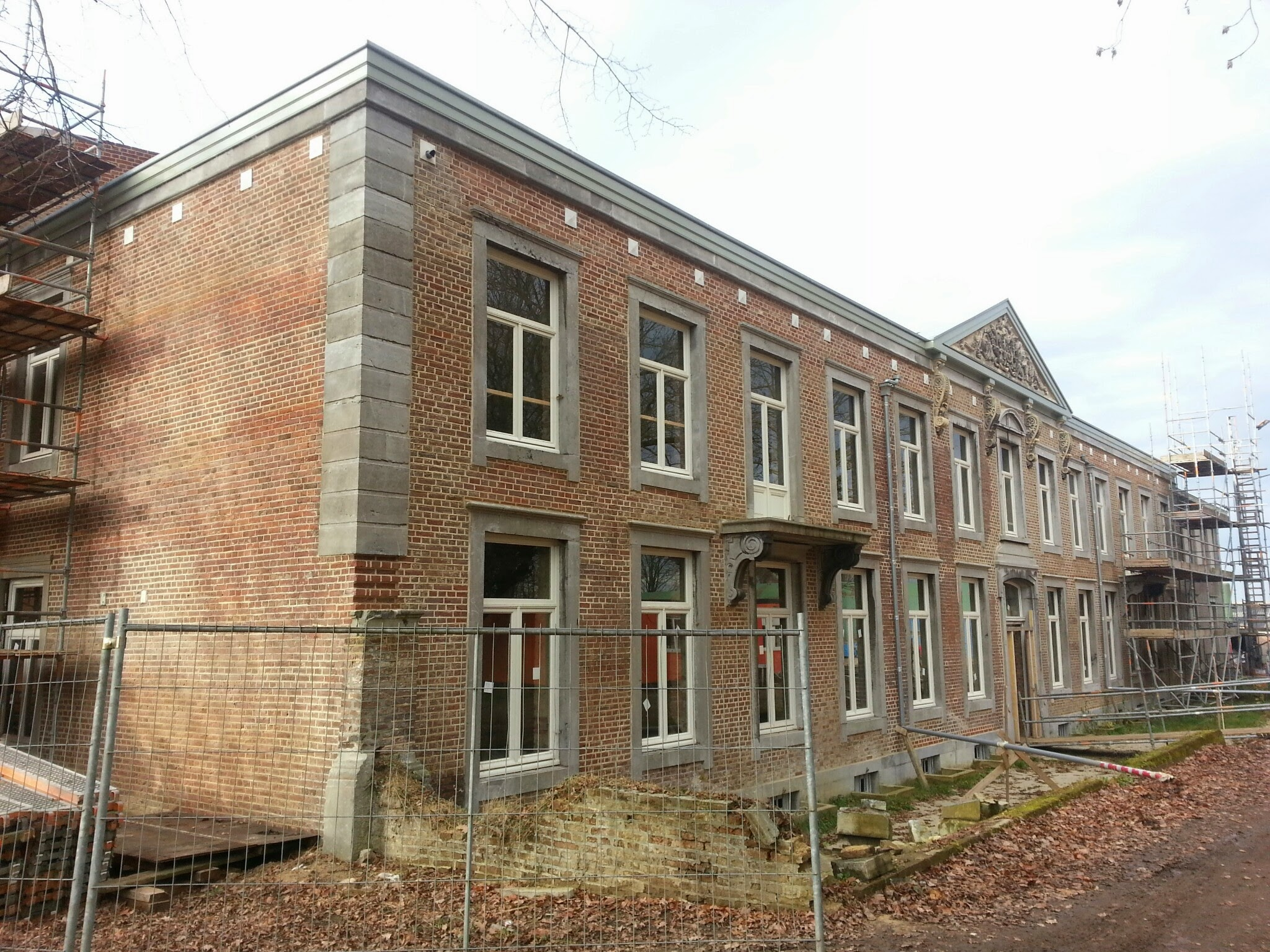
Kanunnikenhuis Klooster Hoogcruts
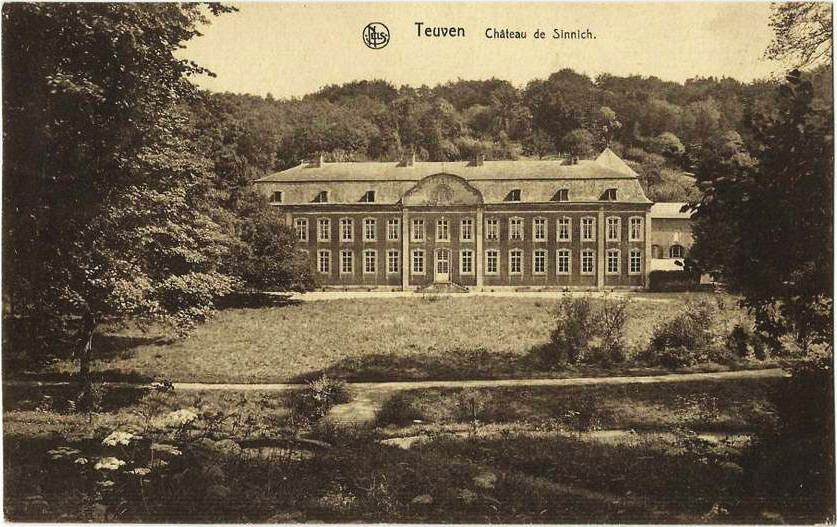
Abdij van Sinnich